# Tele+ Grigio
Tele+ Grigio était une chaîne de télévision italienne, du groupe Telepiù, filiale du Groupe Canal+.

## Historique
Tele+ 3 fut lancé le 16 octobre 1990, diffusant un seul film non crypté plusieurs fois dans la journée. La programmation s'enrichit ensuite avec des concerts, ballets, œuvres lyriques, documentaires, films de "niche" et des programmes pédagogiques.
Elle fut la dernière chaîne Tele + à transmettre en clair jusqu'au 1er avril 1995 où une partie de sa programmation a été cryptée, malgré une pétition signé par 88 intellectuels et artistes italiens pour « faire revivre la seule télévision culturelle italienne ». Tele + 3 est ainsi devenu le troisième réseau crypté du groupe Telepiù, consacré à la musique, à la fois légère et classique qui est devenu le thème dominant de la programmation.
À la suite d'un accord commercial avec MTV Europe, Tele + 3 revient à partir du 21 juin 1995 pour diffuser en clair 13 heures par jour la version européenne de MTV. En raison d'obstacles législatifs, 6 des 13 heures de programmation de l'édition européenne de MTV seront cryptées vers la fin de 1996. Les programmes culturels et de musique classique ne sont restés à l'antenne que dans la programmation de la soirée du réseau.
À la suite du plan de relance de la société, le 31 août 1997, Tele + 1 et Tele + 2 deviennent Tele+ Nero et Tele+ Bianco; tandis que Tele + 3 a été renommé Vetrina D+, une chaîne promotionnelle gratuite de la plate-forme numérique sur l'offre satellite D+. Pour la programmation consacrée à la musique classique, une chaîne spéciale a été créée, Classica, faisant partie de l'offre satellite (en option), dont la programmation de 21h00 à minuit a été diffusée simultanément aux abonnés terrestres (cryptée) sur Vetrina D+.
Le 31 décembre 1997, Vetrina D+ cesse sa diffusion terrestre (mais continue par satellite) et ses fréquences - en raison de la loi Maccanico - ont été principalement attribuées à Telemontecarlo, TMC 2 et Rete A, afin de compléter leur couverture sur le territoire national.

## Identité visuelle

### Logos

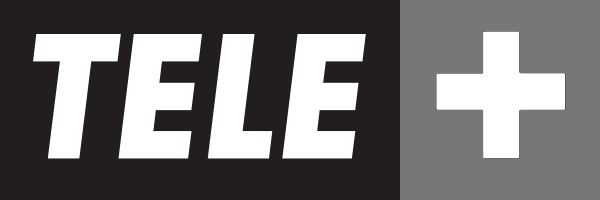
Logo de Tele+ Grigio du 29 août 1997 au 31 juillet 2003

## Programmation
Tele+ 3 diffusait des programmes culturels musicaux. À partir du 1er avril 1995, MTV occupait son canal de 0h à 7h et de 13h à 19h, en clair.
Tele+ Grigio a diffusé des films, du tennis, du golf, du football international et des documentaires. Le lundi (auparavant samedi) en fin de soirée, il a diffusé des films pour adultes.